# Bahlui
Bahlui er den største flod i byen Iași i det østlige Rumænien. Den er en højre biflod til floden Jijia. Dens navn er afledt af kumansk og betyder "mudret flod". Bahlui er 119 km lang og har et afvandingsområde på 1.967 km². Den gennemsnitlige vandmængde ved udløbet er omkring 4,88 m³/s.
Dens kilde er ligger i en højde af 500 meter i kommunen Tudora i distriktet Botoșani, i den østlige del af Suceava-plateauet. Den løber over Jijia-sletten, fra nordvest mod sydøst og gennem byerne Hârlău (tidligere opkaldt efter floden: Târgul Bahluiului ) og Iași. Den løber ud i Jijia i Tomești, øst for Iași.  Vandkvaliteten er ret lav på grund af udslip fra industrianlæg, især i Iași. Pârcovaci og Tansa-Belcești reservoirerne ligger ved floden Bahlui.

## Bifloder
Følgende floder er bifloder til floden Bahlui (fra kilden til mundingen):
- Fra venstre: Bahluiul Mic, Vulpoiul, Gurguiata, Lungul, Durușca, Totoești, Hoisești, Ileana, Bogonos, Lupul, Rediu, Cacaina, Ciric, Chirița, Orzeni

- Fra højre: Valea Mare, Valea Cetățuiei, Buhalnița, Măgura, Putina, Bahlueț, Voinești, Pârâul Mare, Nicolina, Vămășoaia